# 골든 캐딜락

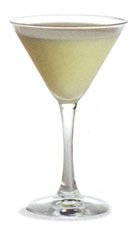

골든 캐딜락(Golden Cadillac)은 갈리아노, 백색 크렘 드 카카오, 크림으로 만든 칵테일이다. 저녁 후 마시는 음료로 분류된다. 이 칵테일은 캘리포니아주 엘도라도의 마을의 푸어 레즈(Poor Red's)에서 기원하였다.